# زیردریایی یو-۶۲۰
زیردریایی یو-۶۲۰ (به انگلیسی: German submarine U-620) یک زیردریایی به طول ۶۷٫۱ متر (۲۲۰ فوت ۲ اینچ) است که در سال ۱۹۴۲ ساخته شده است.